# Manuel Fornés y Gurrea
Manuel Fornés Gurrea (1777-1856) fue un arquitecto valenciano.
Ya desde 1800 es nombrado académico por la Academia de San Carlos, desempeñando varios cargos principalmente como profesor. 
Como arquitecto conocemos la importante reforma que efectuó en la Iglesia del Santísimo Cristo del Salvador en Valencia entre 1826 y 1829.
Como tratadista publicó dos obras en 1841 y 1846 tituladas Observaciones sobre la práctica del arte de edificar y Álbum de proyectos prácticos originales de Arquitectura. El primero tuvo, quizás, mayor repercusión lo que permitió su reedición en 1857 y 1872. Ambos tienen un carácter educativo y se inspiran en fuentes anteriores principalmente en Fray Lorenzo de San Nicolás y Juan de Torija.  
El análisis más destacado de su figura lo realizó en 1982 el historiador del arte Antonio Bonet Correa en la edición facsimilar de su tratado.